# Saucrobotys
Saucrobotys is een geslacht van vlinders van de familie grasmotten (Crambidae), uit de onderfamilie Pyraustinae.

## Soorten
- S. fumoferalis Hulst, 1886
- S. futilalis Lederer, 1863